# Coupe d'Algérie de futsal 2004-2005
 (mars 2022).
Si vous disposez d'ouvrages ou d'articles de référence ou si vous connaissez des sites web de qualité traitant du thème abordé ici, merci de compléter l'article en donnant les références utiles à sa vérifiabilité et en les liant à la section « Notes et références ».
Navigation
Coupe d'Algérie de futsal
2011-2012
La Coupe d'Algérie de futsal 2004-2005 voit le sacre du OM Ruisseau, qui bat le ASO Chlef en finale.
C'est la 1re édition de la Coupe d'Algérie de futsal.

## Finale
La finale a eu lieu au Salle Omnisports de Boufarik, Boufarik , le 5 mai 2005. 

### Feuille de match
| 5 mai 2005 | OM Ruisseau | 8 - 4   | ASO Chlef | Salle Omnisports de Boufarik, Boufarik |                     |
| 16 h 00    |             | (4 - 0) |           | Spectateurs : 3 000                    | Spectateurs : 3 000 |

| Titulaires :        |
| Sid Ahmed Mahrez    |
| Hakim Rahmouni      |
| Abdelkader Laïfaoui |
| Amine Aksas         |
| Nassim Bounekdja    |
| Remplaçants :       |
|                     |
| Entraîneur :        |
| Younès Ifticen      |

| Titulaires :        |
| Azzedine Doukha     |
| Mohamed Messaoud    |
| Khaled Tamoura      |
| Mohamed Benaboura   |
| Abdelghani Boutouba |
| Remplaçants :       |
| Hadj Malik Gueye    |
| Moussa Mekkioui     |
| Entraîneur :        |
| Abdelkader Amrani   |

| Coupe d'Algérie de futsal Vainqueur 2005 |
| ---------------------------------------- |
| OM Ruisseau 1re titre                    |